# 萨米·麦克罗伊
萨姆埃尔·巴克斯特·"萨米"·麦克罗伊（英語：Samuel Baxter "Sammy" McIlroy，1954年8月2日—）是一名北愛爾蘭前足球運動員，曾長時期效力曼徹斯特聯及代表國家隊，並曾任兩隊的隊長。退役後擔任領隊，主要為英格蘭低級別的球隊，以任教馬爾斯菲成就較佳，亦曾執掌北愛爾蘭帥印，最後帶領英乙球隊莫克姆。

## 球員
球會
麥祺萊來自北愛爾蘭貝爾法斯特東部，於1971年至1982年期間效力曼徹斯特聯。他於1969年8月1日加盟曼聯青年軍，是麥·畢士比任領隊時簽入最後的一名青年球員，使他成為最後一名著名的「巴斯比宝贝」成員。年僅17歲的麥祺萊於1971年11月6日作客緬恩路球場對曼城進行曼徹斯特德比時首次為一隊上陣，在這場處子比賽射入一球及交出兩次助攻，雙方踢成3-3和局終場。往後的比賽麥祺萊主要擔任替補球員。1973年1月麥祺萊遭遇嚴重交通意外受傷而缺陣數月，復出後直到1974/75年球季他才能站穩正選席位，當時曼徹斯特聯剛降級到乙組。曼聯在降級一季後即奪得乙組聯賽冠軍重返甲組，麥祺萊以6個聯賽入球與盧·馬卡利（Lou Macari）併列球隊的首席射手。回升甲組首季即獲得聯賽季軍的成績，更晉級英格蘭足總盃決賽，卻爆冷0-1不敵修咸頓而屈居亞軍。一年後麥祺萊終於贏得一面足總盃冠軍獎牌，連續兩年晉級決賽的曼聯這次成功以2-1擊敗利物浦奪得錦標。兩年後曼聯再次打進足總盃決賽對阿仙奴，這場決賽被稱為「五分鐘決賽」（Five-minute Final），曼聯一度落後0-2，憑戈登·麦卡奎因（Gordon McQueen）及麥祺萊分別於86及88分鐘的遲來入球扳成2-2平手，眼看球賽需要加時，但阿倫·辛特蘭（Alan Sunderland）完場前的入球粉碎曼聯的奪標美夢。
到了1970年代末期，當占美·奇連諾夫（Jimmy Greenhoff）加盟曼聯後，一向在前線與史超域·皮雅臣（Stuart Pearson）攻堅的麥祺萊才由前鋒改任中場，雖然是右腳球員，卻擔任左中場的角色，更於1979年開始接替馬田·布根（Martin Buchan）出任曼聯的隊長。1981年11月23日效力滿10年的麥祺萊獲曼聯安排告別賽，由當年的曼聯對陣1977年奪得足總盃冠軍的曼聯。
1982年2月1日朗·艾堅遜（Ron Atkinson）以35萬英鎊將麥祺萊賣到史篤城，麥祺萊在史篤城留效了四季。其後他出國到瑞典加盟奧基迪，返回英格蘭後效力曼徹斯特另一支球隊曼城一季，於1987年到1989年間披上貝利的球衣，然後在1989/90年球季加盟普雷斯頓出任球員兼教練。
國家隊
作為北愛爾蘭國腳，麥祺萊獲得88頂國際賽喼帽及射入5球。他參與1982年世界盃國家隊的所有比賽，北愛爾蘭在第一圈分組最後一場1-0擊敗主辦國西班牙而以首名晉級第二圈，但第二圈1和1負墊底出局。到了在墨西哥舉行的1986年世界盃，麥祺萊擔任國家隊隊長，但僅獲得1和2負的成績得小組第三名，在各組第三名中成績最差而未能晉級16強淘汰賽。

## 領隊
麥祺萊於1991年效力普雷斯頓在約翰·麥格夫（John McGrath）麾下擔任球員兼教練開展其足球管理事業。其後在非聯賽球隊諾夫維治維多利亞（Northwich Victoria）及雅殊頓聯（Ashton United）出任領隊，再轉投當時仍在足球協會全國聯賽（G.M. Vauxhall Conference）的馬爾斯菲執教六季半，於1997年帶領球隊升級英格蘭聯賽，現時仍為馬爾斯菲一名傳奇人物，在薔薇球場（Moss Rose）其中一個廂房以他的名字命名。
1993年麥祺萊抵達薔薇球場取代彼得·韋力（Peter Wragg）執掌兵符，球隊在上季於22隊中排第18位，僅以兩分逃過降級厄運。麥祺萊任教首年即帶領球隊取得第七位的不俗成績，翌年更超越所有人的期待，領導「絲綢人」（Silkmen）贏得全國聯賽冠軍，但由於薔薇球場未能符合英格蘭聯賽要求有6,000人容量及包含最少1,000坐席的規定，馬爾斯菲被拒絕升級。1995/96年球季馬爾斯菲在聯賽僅得第四位，當時仍未有升級附加賽而無緣升級，但在溫布萊球場舉行的決賽以3-1擊敗諾夫維治維多利亞為球隊贏得歷來第二次的英格蘭足總錦標。1996/97年球季聯賽煞科日，馬爾斯菲作客以4-1擊敗賽前落後兩分位於亞席的凱特靈（Kettering Town），而薔薇球場亦已重建符合規定，確保球隊成立120年來首次升級英格蘭聯賽。1997/98年球季升級到丙組〈第四級〉（Nationwide League Division Three）麥祺萊再創奇蹟，開季首場主場2-1擊敗托基聯後，全季主場23戰19勝4和保持不敗，獲得聯賽亞軍連續兩年升級到乙組〈第三級〉（Nationwide League Division Two）。
這次升級對馬爾斯菲來得太快，在乙組面對強大的曼城、富咸、韋根、雷丁及普雷斯頓等球隊，最終只能墊底返回丙組，但球隊仍能取得43分之多。1999年年底麥祺萊離隊成為國家隊領隊。
2000年1月4日麥祺萊接替麥美尼美（Lawrie McMenemy）執掌北愛爾蘭，2001年8月8日續簽兩年新約，再於2003年7月28日加簽兩年新約，但在他領導下的國家隊29戰僅得5勝，全部勝仗來自他執教的首年，更錄得1,242分鐘（13場）零入球的差劣成績，在2004年歐國盃外圍賽墊底出局後，於10月15日掛冠而去，隨即重返英格蘭球壇執教史托港，簽約三年。首年獲第19位成功保級，但翌年成績停滯不前，於作客1-3負於唐卡士打後，聯賽18戰取得2勝4和12負僅得10分處於榜末，麥祺萊與史托港於2004年11月25日同意提前解約。
2005年11月17日麥祺萊出任足協全國聯賽球隊莫克姆的看守領隊，時任領隊的占·夏菲（Jim Harvey）在上星期因心臟病發而需長期休養，占·夏菲是麥祺萊執掌北愛爾蘭時的助教。2006年1月4日獲延長任期直到球季結束，麥祺萊帶領球隊在4月取得7場不敗的成績，其中包括5場連勝，獲選「足協全國聯賽每月最佳領隊」，而球隊最終亦取得第五位獲得參加升級附加賽的資格，但準決賽兩回合累計3-4負於赫里福特聯被淘汰。2006年5月19日麥祺萊獲正式任命為領隊，接替提前解約的占·夏菲。在麥祺萊正式執教的首個球季，莫克姆在足協全國聯賽排第三位再次參加升級附加賽，準決賽兩回合累計2-1淘汰（York City），決賽在新落成的溫布萊球場舉行，以2-1一舉擊敗艾斯特城，是球會成立87年來首次升級英格蘭足球聯賽，亦是麥祺萊第二次帶領一支非聯賽球隊晉身聯賽。
2007/08年球季是莫克姆升級英格蘭足球聯賽的首個球季，於2007年8月11日主場首戰0-0賽和班列特。其後更在英格蘭聯賽盃連破普雷斯頓及狼隊，而麥祺萊亦憑此獲選8月份「英乙每月最佳領隊」。10月20日莫克姆作客洛達咸在最後20分鐘連失3球反勝為敗1-3，賽後麥祺萊因行為不檢而被判罰兩場不能在場邊埶教及罰款350英鎊。12月11日麥祺萊與助教馬克·李利斯（Mark Lillis）一同續簽18個月新約。
2008年11月6日麥祺萊延長一年合約留隊到2009/10年球季。2009年2月份莫克姆取得4勝3和的佳績，而麥祺萊亦第二次當選為「英乙每月最佳領隊」。

## 榮譽

### 球員
曼徹斯特聯
- 英格蘭乙組聯賽冠軍：1974/75年；
- 英格蘭足總盃：1977年；
- 英格蘭慈善盾：1977年；

### 領隊
馬爾斯菲
- 足球協會全國聯賽冠軍：1994/95年、1996/97年；
- 足總錦標：1996年；

莫克姆
- 足球協會全國聯賽附加賽冠軍：2007年；

## 外部連結
- Short biography on Manchester United official website
- RedCafe.net with biographical information on McIlroy during his time at United
- sporting-heroes.net with a 1976 photograph of McIlroy in action （页面存档备份，存于）
- 足球資料庫：萨米·麦克罗伊的領隊統計數據

| 體育角色         | 體育角色                   | 體育角色         |
| ---------------- | -------------------------- | ---------------- |
| 前任： 馬田·布根 | 曼徹斯特聯隊長 1979 – 1982 | 繼任： 雷·韋建士 |